# Chela Nájera
Graciela Martínez (Ciudad de México, México, 3 de marzo de 1928-Ib., 11 de julio de 1998), fue una actriz mexicana conocida bajo su nombre artístico, Chela Nájera.

## Biografía y carrera
Debutó en el cine en 1955 en la película Pablo y Carolina a lado de Pedro Infante, tuvo destacadas participaciones en cintas como Derecho a la vida, La princesa hippie, Ya somos hombres entre otras, alternando el cine con el teatro.
Fue pionera de las telenovelas mexicanas debutando en 1962 en producciones de Ernesto Alonso como Janina a la que le siguió en 1965 la telenovela La mentira.
Fue esposa del actor colombiano José Gálvez de quién enviudó en 1978.
En 1988 participó en el clásico El extraño retorno de Diana Salazar donde interpretó a Nela la mejor amiga de Adriana Roel en la ficción, siendo esta producción su última actuación antes de retirarse. 

## Muerte
Falleció el 11 de julio de 1998, debido a una insuficiencia cardiaca.

## Filmografía

### Televisión
- Mi pequeña Soledad (1990) .... Mercedes de Garza
- El extraño retorno de Diana Salazar (1988-1989) .... Fidelia Velasco "Nela"[5]
- Mujer, casos de la vida real (1987)
- Tiempo de amar (1987) .... Nadia Levison[6]
- Por amor (1982) .... Josefina
- El árabe (1980)
- No tienes derecho a juzgarme (1979)
- Rosario de amor (1978)
- Dos a quererse (1977) .... Josefina
- Ana del aire (1974) .... Teresa[7]
- Mujeres sin amor (1968)
- Simplemente vivir (1968)
- Lágrimas amargas (1967) .... Condesa
- Un pobre hombre (1967)
- El derecho de nacer (1966) .... Asunción
- Corazón salvaje (1966)
- La mentira (1965)
- Janina (1962)

### Cine
- El gran relajo mexicano (1988)
- Lamberto Quintero (1987)
- El mexicano feo (1984)
- De pulquero a millonario (1982)
- Nadie te querrá como yo (1972) .... Tía Carlota
- Los ángeles de la tarde (1972)
- Los novios (1971) .... Sheila Brown
- Ya somos hombres (1971) .... María Teresa, mamá de Lamberto
- Claudia y el Deseo (1970)
- La princesa hippie (1968)[8]
- Los reyes del volante (1965)
- Un ángel de mal genio (1964)
- Los secretos del sexo débil (1962)
- Un chico valiente (1960)
- El derecho a la vida (1959) .... Amalia Saldivar
- Pablo y Carolina (1955) .... Profesora